# Kaspars Ozers
Kaspars Ozers (nascido em 15 de setembro de 1968) é um ex-ciclista letão que teve uma breve carreira profissional na década de 1990. Representou seu país, Letônia, nos Jogos Olímpicos de Verão de 1996 em Atlanta, competindo na prova de estrada, obtendo a 22ª posição. Participou no Tour de France duas vezes, como companheiro de equipe de Lance Armstrong. Em 1995, um de seus companheiros de equipe foi Fabio Casartelli. Ozers já havia deixado o Tour quando Casartelli morreu.